# Громека Степан Степанович
Степан Степанович Громека ( 1823, Одеса — 15 ( 22 ) вересня 1877, село Вулька-Плебаньска Бєльського повіту Седлецькій губернії, Польща ) —  український публіцист  та державний діяч Російській імперії, Седлецький губернатор. Знайомий поета Тараса Шевченка. Батько Іполита Громеки, Михайла Громеки і ігумена Опанаса (Громеки) . 

## Життєпис
Син поштового чиновника. Закінчив Благородний пансіон Першої Київської гімназії у 1841 році. Служив в армії. Був городничим у Липовці ( 1849 ), молодшим поліцейським Києва (1849 —1850 ), поліцмейстером та городничим Бердичева, потім чиновником особливих доручень при київському генерал-губернаторі ( 1853 —1856 ), начальник поліцейського управління на Миколаївській залізниці (1857— 1858). 
У Києві познайомився з Юрієм Самаріним, Тарасом Шевченко, Миколою Лєсковим. Пізніше був знайомий з Іваном Аксаков, Афанасієм Фетом, Львом Толстим та Михайлом Катковим. 
Дебютував у пресі циклом викривальних нарисів «Про поліцію поза поліції» у журналі «Русский вестник» у 1857— 1859 роках, які привернули увагу різкістю суджень та новизною фактів. Невдоволення влади його критичними публікаціями змусили піти у відставку (1859). Пізніше працював у Російському товаристві пароплавства і торгівлі в Одесі. 
У «Замітці про себе самого» (1890) Микола Лєсков писав, що зближення з Громеко «мало рішуче значення» в його долі. 
Приклад Громеки, який залишив свою казенну посаду і перейшов в РОПіТ, послужив до того, що і Лєсков зробив те ж саме: надійшов на комерційну службу, яка вимагала невпинних роз'їздів і іноді утримувала його в найглухіших глушини. 
1860 — переїхав до Санкт-Петербургу . Служив в Міністерстві внутрішніх справ, одночасно співпрацював у різних періодичних виданнях. 
У 1864 році перервав публіцистичну діяльність; був головою Радомської комісії з селянських справ в Царстві Польському. 
З 1867 року Седлецький губернатор, у 1877 році чиновник особливих доручень при варшавському генерал-губернаторові; таємний радник . 

## Літературна діяльність
Дебютував у пресі викривальними нарисами в « Російському віснику » ( 1857 ). Нарис «Польські євреї» був опублікований в журналі « Современник » ( 1858 ). 
1860 — редагував «Листок» Російського товариства пароплавства та торгівлі у Одесі, де публікував свої статті про самоправство адміністрації, ролі громадської думки та гласності. 
Був активним дописувачем «Дзвони» А. І. Герцена . 
1861 — 1863 — вів у журналі « Вітчизняні записки » «Сучасну хроніку Росії», брав участь в «Санкт-Петербурзьких відомостях» (1861— 1862 ), «Сучасній літописі», « Російському віснику », журналі « Століття ». 
Відстоював свободу слова, гостро ставив проблеми взаємовідносин держави та суспільства, влади та народу, засуджував західництво та нігілізм. 
1862 — порвав з Герценом, загострив відносини з «Сучасником». 
1864 — відійшов від публіцистики заради практичної діяльності. 